# 保倉幸恵
保倉 幸恵（ほくら さちえ、1953年4月5日 - 1975年7月8日）は、日本の元モデル、女優。

## 来歴・人物
劇団若草の出身。幼い頃から舞台女優として活躍し、1960年代から1970年代にかけて「週刊マーガレット」、「女学生の友」、「少女フレンド」などの少女雑誌に少女モデルとして頻繁に登場していたほか、「週刊朝日」でも1970年1月2日号から1971年12月31日号までカバーガールを務めた。その後、「週刊朝日」には、「幸恵のミニ・アドバイス」という買い物情報を織り交ぜたエッセイを不定期連載し、1975年3月まで続いた。若草時代の同期生に女優の桃井かおりがいる。少女を中心に高い人気を得るが、その後モデル業を引退した。
1971年3月に玉川学園高等部を卒業、ジョン・レノンの大ファンで高校卒業時のレポートのテーマはジョン・レノンだったと言う。
映像メディアへの出演は、モデル時代だった頃は1968年放送の『竜馬がゆく』や1971年放送の『天下御免』。その後、モデル廃業後の1974年11月に芸能界に女優として復帰し、同年11月20日から放送が開始されたNHKの銀河テレビ小説『黄色い涙』で本格的な女優デビューを果たす。
その後、1975年2月〜3月にNETテレビ系で放送された『鏡の中の女』に出演して仕事を順調にこなしていたものの、私生活では1974年12月頃に母親が重病を患ったことがきっかけとなってノイローゼを発症し、1975年2月頃より通院のために芸能活動を一時休止した。

## 鉄道自殺
女優業を休止して療養中だった1975年7月8日午前5時55分、東京都大田区の自宅近くにある東海道本線大森〜蒲田間の外川田人道橋において1.2mの柵を越えて8m下の線路に飛び降り、そこを通りかかった横須賀線久里浜発東京行きの普通列車に轢かれて即死した。22歳没。
2011年に公開された映画『マイ・バック・ページ』（川本三郎原作）にて、忽那汐里が保倉幸恵をモデルとするヒロインを演じた。

## 出演

### テレビドラマ
- 竜馬がゆく（NHK総合テレビジョン、1968年） - 勝孝子 役
- 天下御免（NHK総合テレビジョン、1971年） - 星娘 役
- 銀河テレビ小説（NHK総合テレビジョン）
  - 黄色い涙（1974年） - 千恵子 役
- 鏡の中の女（NETテレビ系、1975年）

### 雑誌・書籍
- 「週刊マーガレット」
- 「女学生の友」
- 「少女フレンド」
- 「週刊朝日」表紙・今週の幸恵（1970年 - 1971年）・幸恵のミニアドバイス(1972年 - 1975年)
- 「グラフNHK」ロビーでちょっと（1972年1月15日発売号）
- 『マイ・バック・ページ-ある60年代の物語』（川本三郎著 1988年）